# باب مراح
يعتبر باب مراح من الأبواب التاريخية المتوسطة الحجم لـ العاصمة الاسماعيلية المشيدة إبان العهد العلوي
تتجلى أهميتها الكبرى تتجلى في كونها جزءا أساسيا من الأسوار المحيطة بساحة القصر الملكي لمدينة مكناس.

## وصلات داخلية
- المغرب
- مكناس